# 三圣寺站
三圣寺站位于中华人民共和国四川省成都市金牛区天回镇街道金凤凰大道和天龙大道交叉口东南侧，是成都地铁27号线的地铁车站，于2024年12月19日启用。
该站位于金凤凰大道和天龙大道交叉口东南侧，沿金凤凰大道南北向设置，因老地名三圣寺而得名。本站在规划阶段曾用名“万圣社区站”。

## 车站结构
三圣寺站为地上三层高架11米宽岛式站台车站，全长120米，宽18.8米，总建筑面积7722平方米。
| 地上 三层 |                                   | 27号线列车往石佛方向 （石门坎） |  |
| 地上 三层 | 岛式站台，左边车门将会开启        |                                 |  |
| 地上 三层 | 27号线列车往蜀鑫路方向 （范家巷） |                                 |  |
| 地上 二层 | 站厅层                            | 安检、自动售票机、车站商店      |  |
| 地面      | 架空层                            | 出入口                          |  |

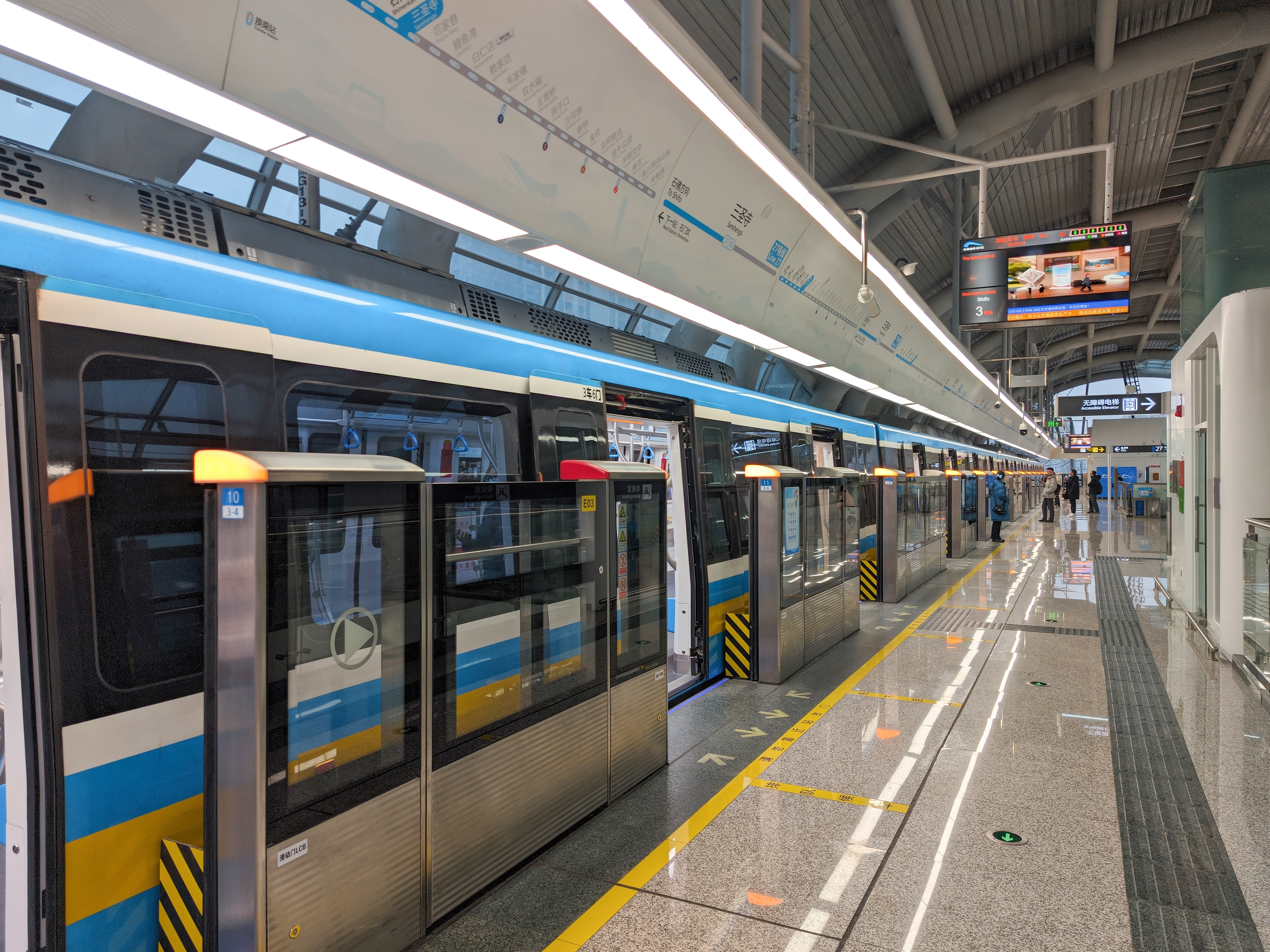
站台
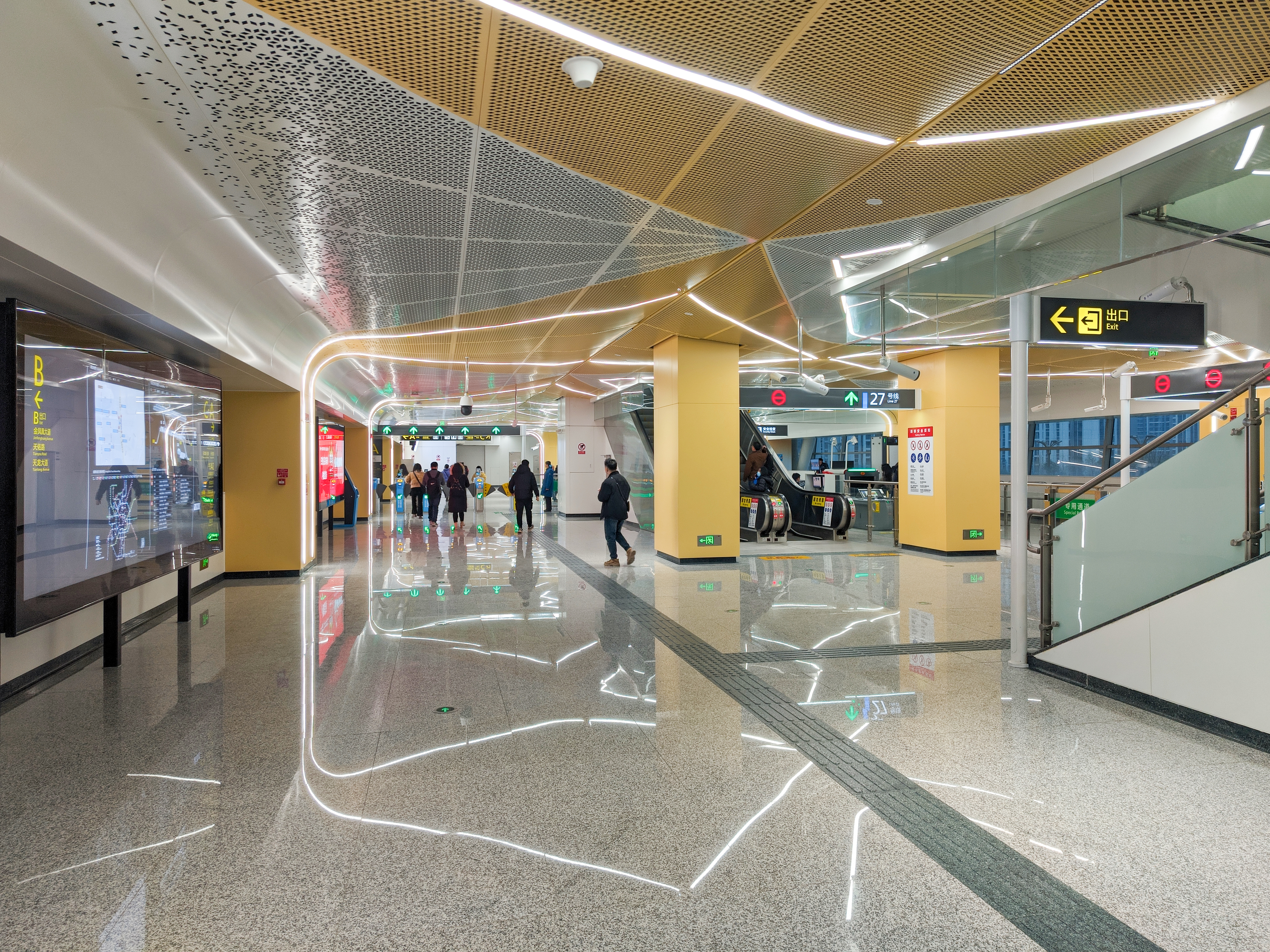
站厅

## 出入口
本站目前开放4个出入口。
|              |                         |                                          |      |
| 出口编号     | 设施                    | 出口指示                                 | 照片 |
|              | 无障碍电梯              | 金凤凰大道、天龙南三路                   |      |
| 出口 · A · 2 |                         | 金凤凰大道、天龙大道、天龙北三路、天泽路 |      |
| 出口 · B     |                         | 金凤凰大道、天佑路、天龙大道             |      |
| 出口 · C     | 无障碍电梯 无障碍卫生间 | 金凤凰大道、天龙大道                     |      |

## 大事记
- 2021年10月26日，主体结构封顶[4]。
- 2024年12月19日，开通运营。